# An Mỹ (phường)
An Mỹ là một phường trung tâm thuộc thành phố Tam Kỳ, tỉnh Quảng Nam, Việt Nam.

## Địa lý
Phường An Mỹ nằm ở trung tâm thành phố Tam Kỳ, có vị trí địa lý:
- Phía đông giáp Quốc lộ 1 và phường Phước Hòa
- Phía tây giáp đường sắt Bắc Nam và phường Trường Xuân
- Phía nam giáp phường An Xuân
- Phía bắc giáp phường Tân Thạnh.

Phường An Mỹ có diện tích 1,87 km², dân số năm 2019 là 14.163 người, mật độ dân số đạt 7.574 người/km².

## Hành chính
Phường An Mỹ được chia thành 11 khối phố.